# Deutsche Soziale Union
De Deutsche Soziale Union (Nederlands: Duitse Sociale Unie) is een liberaal-conservatieve politieke partij in de Bondsrepubliek Duitsland. Getalsmatig is de DSU een kleine partij met amper 1060 leden die tegenwoordig een weinig belangrijke rol speelt in de politiek. In het jaar 1990 was het echter een belangrijke oppositiepartij in de toenmalige Duitse Democratische Republiek (Oost-Duitsland).

## Geschiedenis
De Deutsche Soziale Union (DSU) ontstond op 20 januari 1990 in Leipzig (DDR) na de fusie van twaalf Christelijke, liberale en burgerlijk-conservatieve partijtjes en groepen. Deze partijen waren de Christlich-Soziale Partei Deutschlands (CSPD), waartoe onder meer de eerste voorzitter van de DSU, Hans-Wilhelm Ebeling, behoorde, de Forumpartei, Fortschrittliche Volkspartei, CSU/DSU, Freie Demokratische Union, Sozialbürgerliche Union, Deutsche Freiheitsunion, Vereinigte Union Sachsen, CDSU, Deutsche Friedensunion, Thüringsche Friedensunion en de Thüringsche Forumpartei. De DSU onderscheidde zich in zoverre van andere oppositiepartijen in de DDR als Demokratie Jetzt, Demokratischer Aufbruch en Vereinigte Linke dat zij zich niet beriep op een bepaalde vorm van socialisme of socialistische vernieuwing van de DDR. De DSU was van meet af aan een burgerlijk-conservatieve partij. De partij was gemodelleerd naar de Beierse Christlich-Soziale Union (CSU), de zusterpartij van de West-Duitse CDU van Helmut Kohl. De CSU en DSU begonnen met onderlinge contacten om tot een zekere samenwerking te komen, maar onder druk van Kohl werden deze uiteindelijk afgebroken. De West-Duitse bondskanselier wilde dat de CSU net als zijn eigen CDU de Oost-Duitse CDU ging ondersteunen.

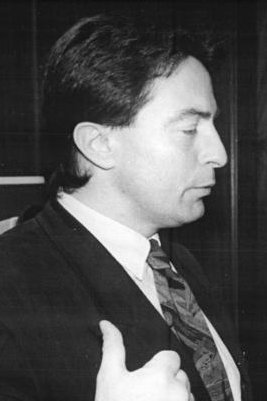
Peter-Michael Diestel

In aanloop naar de Volkskammerverkiezingen van maart 1990 betoonde de DSU zich een voorstander van een hereniging van de beide Duitslanden. Bij de verkiezingen zelf kreeg de DSU - als onderdeel van het door de Oost-Duitse CDU gedomineerde Allianz für Deutschland (AD) - 6,3% van de stemmen, goed voor 25 zetels in de 400 zetels tellende Volkskammer (parlement). Na de verkiezingen trad de DSU toe tot het kabinet-De Maizière dat op 12 april 1990 aantrad. Peter-Michael Diestel van de DSU werd plaatsvervangend premier en minister van Binnenlandse Zaken en Ebeling werd minister van Economische Samenwerking. In de loop van het jaar trad de DSU echter uit de AD en als gevolg hiervan traden de DSU-ministers toe tot de Oost-Duitse CDU. Na de Duitse hereniging was DSU-voorzitter Hansjoachim Walther korte tijd minister zonder Portefeuille onder bondskanselier Kohl (3 oktober 1990 - 18 januari 1991). Walther had zijn toetreding tot het kabinet vooral te danken aan de inspanningen van de CSU. Na de Bondsdagverkiezingen van december 1990 verdween de DSU uit de regering en stapte Walther over naar de CDU.
Bij de Landdagverkiezingen in Saksen en Thüringen op 14 oktober 1990 behaalde de DSU respectievelijk maar 3,6% en 3,3% van de stemmen. In andere deelstaten behaalde de DSU zelfs nog minder stemmen. Bij de Bondsdagverkiezingen van 2 december 1990, de eerste na de hereniging, behaalde de DSU gemiddeld 0,2% van de stemmen; een teleurstellend resultaat. In het Oosten behaalde de DSU de meeste stemmen: 1,0%. Deze lage cijfers zorgden ervoor dat de DSU geen zetel wist te verwerven in de Bondsdag. Het beste resultaat dat de DSU sindsdien wist te behalen, was bij de Landdagverkiezingen in Saksen in 1994. De partij kreeg toen 0,6% van de stemmen.
Van 2006 tot en met 2009 had de DSU één volksvertegenwoordiger, namelijk in de Landdag van Saksen. Klaus Baier werd in 2004 voor de Nationaldemokratische Partei Deutschlands (NPD) in de Landdag gekozen, maar brak in 2006 met deze partij en sloot zich bij de DSU aan.

## Ideologie
De DSU is een liberaal-conservatieve partij van Christelijke en humanistische inslag. De partij nam in 2006 een nieuw programma aan waarin zij de gelijkberechting van man en vrouw nastreeft, zorg voor de zwakkeren (w.o. het ongeboren kind), en de promotie van de mensenrechten. De partij is de afgelopen jaren flink naar rechts opgeschoven, maar is nooit populistisch geworden. De vroegere samenwerking met de NPD werd om deze reden afgebroken. De DSU staat tegenwoordig vrij dicht bij Die Republikaner.
De DSU is een voorstander van directe democratie.

## Verkiezingsresultaten 1990
| Jaar                                  | %    | zetels |
| ------------------------------------- | ---- | ------ |
| 1990 Volkskammerverkiezingen 1990     | 6,3% | 25     |
| 1990 Duitse Bondsdagverkiezingen 1990 | 0,2% | 0      |

## Structuur
De DSU kent afdelingen in de deelstaten Brandenburg, Saksen, Saksen-Anhalt, Thüringen, Hessen en Baden-Württemberg. In Saksen is de DSU het grootst. Landsvoorzitter is Saksen is Karl-Heinz Obser, die lid is van de gemeenteraad van Leipzig.

## Jongerenafdeling
De jongerenafdeling van de DSU is de Junge Soziale Union (JSU).

## Voorzitters
| Afbeelding       | persoon              | periode                     |
| ---------------- | -------------------- | --------------------------- |
|                  | Hans-Wilhelm Ebeling | 20 januari - 30 juni 1990   |
|                  | Hansjoachim Walter   | 30 juni 1990 - 25 mei 1991  |
|                  | Reinhard Keller      | 25 mei 1991 - 24 april 1993 |
|                  | Roberto Rink         | 24 april 1993 - heden       |
| Bron: Rulers.org |                      |                             |